# 향남고등학교
향남고등학교(鄕南高等學校)는 대한민국 경기도 화성시 향남읍 행정리에 있는 공립 고등학교이다.

## 학교 연혁
- 2009년 1월 7일 : 경기도 공립학교 설치 조례 공포(3년제 24학급)
- 2009년 3월 1일 : 초대 오덕환 교장 취임
- 2009년 3월 3일 : 제1회 입학식(5학급 170명 입학)
- 2012년 2월 9일 : 제1회 130명 졸업
- 2023년 3월 1일 : 제6대 김세진 교장 취임
- 2024년 1월 5일 : 제13회 242명 졸업(연 3,410명)
- 2024년 3월 4일 : 제16회 입학(9학급 299명 입학)
- 2025년 1월 8일 : 제14회 261명 졸업(연 3,671명)
- 2025년 3월 4일 : 제17회 입학(9학급 290명 입학)

## 참고 자료
- 향남고등학교 - 한국교육학술정보원 학교알리미